# Полозово (Смоленская область)
Полозово — деревня в Гагаринском районе Смоленской области России. Входит в состав Гагаринского сельского поселения. Население — 60 жителей (2007).
Расположена в северо-восточной части области в 19 км к северу от Гагарина, в 27 км севернее автодороги М1 «Беларусь», на берегу реки Олеля. В 22 км южнее деревни расположена железнодорожная станция Гагарин на линии Москва — Минск.

## История
В годы Великой Отечественной войны деревня была оккупирована гитлеровскими войсками в октябре 1941 года, освобождена в марте 1943 года.